# Mecanitzat per feix d'electrons
El mecanitzat per feix d'electrons (o en anglès Electron-beam machining, EBM) és un mètode de mecanització de peces metàl·liques que utilitza electrons a alta velocitat, accelerats a una velocitat equivalent a tres quartes parts de la velocitat de la llum, directament sobre la peça a mecanitzar creant calor i evaporació del material.

## Procés
El procés es realitza en una cambra de buit per reduir l'expansió del feix d'electrons a causa dels gasos de l'atmosfera. El corrent d'electrons xoca contra una àrea de la peça delimitada amb precisió. L'energia cinètica dels electrons es converteix en calor en xocar aquests contra la peça, la qual cosa fa que el material que es vol eliminar es funda i s'evapori, creant orificis o talls. Els equips de feix d'electrons se solen utilitzar en electrònica per gravar circuits de microprocessadors.
El procés és similar al mecanitzat amb raig làser, però els feix d'electrons al necessitar buit és menys emprat que el raig làser.